# Boryaceae
Classification APG III (2009)
Famille
Répartition géographique
La famille des Boryacées regroupe des plantes monocotylédones ; elle comprend une dizaine d'espèces réparties en 2 genres.
Ce sont des plantes herbacées, pérennes, rhizomateuses des régions sèches d'Australie.

## Étymologie
Le nom vient du genre Borya dédié à l'homme politique français et naturaliste Jean-Baptiste Bory de Saint-Vincent (1780-1846), ; s'embarquant pour une expédition en Australie en 1798, il débarqua finalement à l'île Maurice pour explorer les îles Mascareignes.

## Classification
Alors que certains auteurs l’incorporaient aux Anthéricacées, la classification phylogénétique a séparé ces plantes des Liliacées et attache la famille à part entière à l'ordre des Asparagales.

## Liste des genres
Selon World Checklist of Selected Plant Families (WCSP) (16 avr. 2010), Angiosperm Phylogeny Website (19 mai 2010) et NCBI (16 avr. 2010) :
- genre Alania Endl. (1836)
- genre Borya Labill. (1805)

## Liste des espèces
Selon World Checklist of Selected Plant Families (WCSP) (16 avr. 2010) :
- genre Alania Endl. (1836)
  - Alania cunninghamii  Steud., Nomencl. Bot., ed. 2 (1840)
- genre Borya Labill. (1805)
  - Borya constricta  Churchill (1985)
  - Borya inopinata  P.I.Forst. & E.J.Thomps. (1997)
  - Borya jabirabela  Churchill (1987)
  - Borya laciniata  Churchill (1985)
  - Borya longiscapa  Churchill (1987)
  - Borya mirabilis  Churchill (1985)
  - Borya nitida  Labill. (1805)
  - Borya scirpoidea  Lindl. (1840)
  - Borya septentrionalis  F.Muell. (1865)
  - Borya sphaerocephala  R.Br. (1810)
  - Borya subulata  G.A.Gardner, For. Dept. Bull. (1923)

Selon NCBI (16 avr. 2010) :
- genre Alania
  - Alania endlicheri
- genre Borya
  - Borya laciniata
  - Borya septentrionalis
  - Borya sphaerocephala